# La Liste (téléfilm)
 (août 2024).
Si vous disposez d'ouvrages ou d'articles de référence ou si vous connaissez des sites web de qualité traitant du thème abordé ici, merci de compléter l'article en donnant les références utiles à sa vérifiabilité et en les liant à la section « Notes et références ».
Pour les articles homonymes, voir La Liste.
Pour plus de détails, voir Fiche technique et Distribution.
La Liste  est un téléfilm français réalisé par Christian Faure, diffusé en 2009.

## Synopsis
Deux ans après avoir démissionné de la police, Michaël Lombardi (Éric Cantona), un ancien flic, est présent sur les lieux du meurtre d'un riche homme d'affaires. Tout l'accuse et il décide de prendre la fuite. Il se retrouve traqué par ses anciens collègues (dont son frère), accusé à tort du meurtre de plusieurs notables qu'il soupçonne fortement d'être les commanditaires de l'assassinat de ses parents et de plusieurs autres personnes par des tueurs professionnels 26 ans plus tôt (une affaire restée non résolue malgré des années de procédure et le suicide d'un juge d'instruction ayant échoué à résoudre cette affaire). Il mène alors une enquête en parallèle de la police sur cette histoire vieille de 20 ans dont l'homme d'affaires serait l'un des commanditaires, les autres étant cités sur une mystérieuse liste.

## Fiche technique
Source : IMDb, sauf mention contraire
- Réalisateur : Christian Faure
- Scénario : Christian Faure et Hervé Korian
- Producteur : Jean Nainchrik
- Directeur de la photographie : Marc Falchier
- Directeur de production : Stéphane Guéniche
- Montage : Diane Logan
- Distribution des rôles : Françoise Menidrey
- Création des décors : Sebastian Birchler
- Création des costumes : Évelyne Corréard
- Société de production : Septembre Productions
- Pays d'origine : France
- Genre : Thriller
- Durée : 104 min
- Date de diffusion : 8 octobre 2009 sur TF1

## Distribution
- Éric Cantona : Michaël Lombardi
- Stéphan Guérin-Tillié : Romain Lombardi
- Claire Borotra : Florence Aramian
- Daniel Russo : Paul Sax
- Eva Darlan : Martha Lombardi
- Liane Foly : Anita Hochet
- Maëva Pasquali : Christine Lombardi
- Noémie Kocher : Laura Berger
- Anthony Decadi : Lomas
- Hervé Laudière : Gilles
- Youssef Diawara : Karim
- André Penvern : Nino
- Jean-Yves Chatelais : Ravenne
- Wilfred Benaïche : Bellone
- François Delaive : Ricky
- Sandy Lobry : Martha jeune
- Jacques Herlin : Maître Biederman
- Zazie Delem : Madame Ravenne
- Hervé Babadi : Garde du corps
- Julien Tortora : Antonio le tueur
- Benjamin Scampini : Patron du cybercafé
- Guillaume Desmarchellier : Jeune du cybercafé
- Jean-Georges Brunet : Robert Hochet
- Marc Fayet : Marc Kessel
- Sophie Bourel : Madame Kessel
- José Fumanal : Jean Biederman, le père
- Michelle Guetta : Louise Biederman, la mère
- Quentin Isy Schwartz : Michaël enfant
- Clément Bouquet : Romain enfant
- Lula Cotton-Frapier : Amandine Kessel